# Swiss Investment Fund for Emerging Markets
Der Swiss Investment Fund for Emerging Markets (SIFEM) ist die Entwicklungsfinanzierungsinstitution des Bundes. Er ist dem Eidgenössischen Departement für Wirtschaft, Bildung und Forschung zugeordnet. Der SIFEM wurde 2011 als Aktiengesellschaft gegründet und ist zu 100 % im Besitz der Schweizerischen Eidgenossenschaft. Die Institution wurde vom Staatssekretariat für Wirtschaft (SECO) ins Leben gerufen.

## Ziel
Der SIFEM bietet langfristige Finanzierungen über lokale Finanzintermediäre für kleine und mittlere Unternehmen (KMU) in Entwicklungsländern und Schwellenländern an. Das Hauptziel des SIFEM ist es, Armut zu reduzieren und nachhaltige Volkswirtschaften zu fördern, die inklusive und widerstandsfähig sind.

## Investitionsstrategie
SIFEM investiert hauptsächlich in Fonds, die ihrerseits in Unternehmen in Entwicklungs- und Schwellenländern investieren. Dies geschieht durch Eigenkapital- und Fremdkapitalfinanzierungen. Ein besonderes Augenmerk liegt auf Sektoren wie Infrastruktur, Landwirtschaft, erneuerbaren Energien und Finanzdienstleistungen. SIFEMs Investitionen sind eng mit den Zielen der Agenda 2030 für nachhaltige Entwicklung der Vereinten Nationen verknüpft. Die Institution trägt zur Erreichung der SDGs bei, indem sie wirtschaftliche Chancen schafft, menschenwürdige Arbeitsplätze fördert und soziale Inklusion unterstützt. Zudem sind die Investitionen von SIFEM darauf ausgerichtet, die Ziele des Pariser Klimaabkommens zu unterstützen und eine nachhaltige, kohlenstoffarme Wirtschaft zu fördern.

## Portfolio
Die Investitionen konzentrieren sich auf Regionen in Afrika (35 %), Asien (33 %), Lateinamerika (18 %) und Osteuropa.
Bis Ende 2023 war SIFEM insgesamt 1'438 Milliarden USD an Verpflichtungen eingegangen, davon 454 Millionen USD im aktiven Portfolio.